# Mistrzostwa Polski w Judo 1990
34. edycja Mistrzostw Polski w judo odbyła się w dniach 25 – 27 maja 1990 roku w Opolu, gdzie rywalizowali zarówno mężczyźni jak i kobiety.

## Medaliści 34 mistrzostw Polski

### Kobiety
| Konkurencja: | Złoto:                                  | Srebro:                        | Brąz:                              |
| 48 kg        | Małgorzata Roszkowska Gwardia Białystok | Anna Chodakowska               | Bożena Strzałkowska Martyna Kędzia |
| 52 kg        | Magdalena Morawska                      | Joanna Majdan                  | Ewa Końska Izabela Król            |
| 56 kg        | Ernestyna Matusiak                      | Anita Kubica                   | Edyta Jędrasik Magdalena Szewczyk  |
| 61 kg        | Dorota Szymańska                        | Agnieszka Skokowska-Malinowska | Gabriela Ostrożołek Irena Tokarz   |
| 66 kg        | Katarzyna Juszczak                      | Lucyna Gołuchowska             | Iwona Stefaniuk Joanna Korbus      |
| 72 kg        | Maria Litwinowicz                       | Krystyna Grocholska            | Anna Kosińska Marzena Somla        |
| +72 kg       | Irena Hrycyszyn                         | Beata Walczak                  | Dorota Kosidło Wlżbieta Dudaniec   |
| open         | Krystyna Grocholska                     | Irena Hrycyszyn                | Irena Tokarz Maria Litwinowicz     |

### Mężczyźni
| Konkurencja: | Złoto:             | Srebro:            | Brąz:                             |
| 60 kg        | Andrzej Brychcy    | Bogdan Przystasz   | Piotr Kamrowski Jerzy Banaszczyk  |
| 65 kg        | Piotr Sadowski     | Marek Rybicki      | Mirosław Błachnio Jacek Klek      |
| 71 kg        | Wiesław Błach      | Tomasz Błach       | Mariusz Frankiewicz Wiesław Piłat |
| 78 kg        | Krzysztof Kamiński | Bogdan Bogucki     | Waldemar Bączek Jacek Moryl       |
| 86 kg        | Waldemar Legień    | Andrzej Grzegorzek | Paweł Nastula Adam Maj            |
| 95 kg        | Jacek Beutler      | Wincenty Kender    | Krzysztof Czerw Krzysztof Sarad   |
| +95 kg       | Marek Pituła       | Tomasz Tybuś       | Józef Smóter Jacek Czarkowski     |
| open         | Jacek Beutler      | Wiesław Błach      | Tomasz Tybuś Edmund Tomczakl      |